# 禮頓中心

禮頓中心標誌

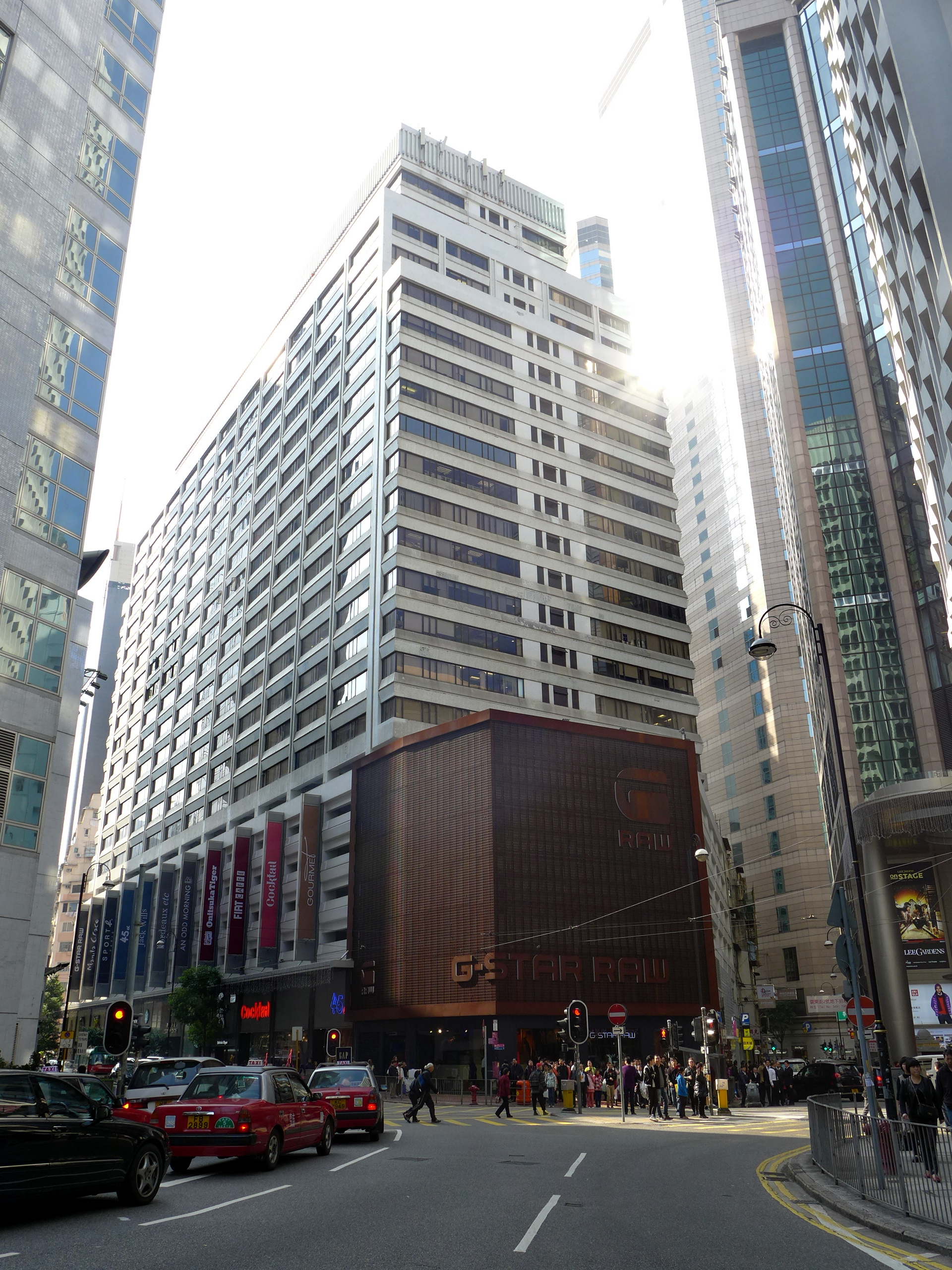
禮頓中心

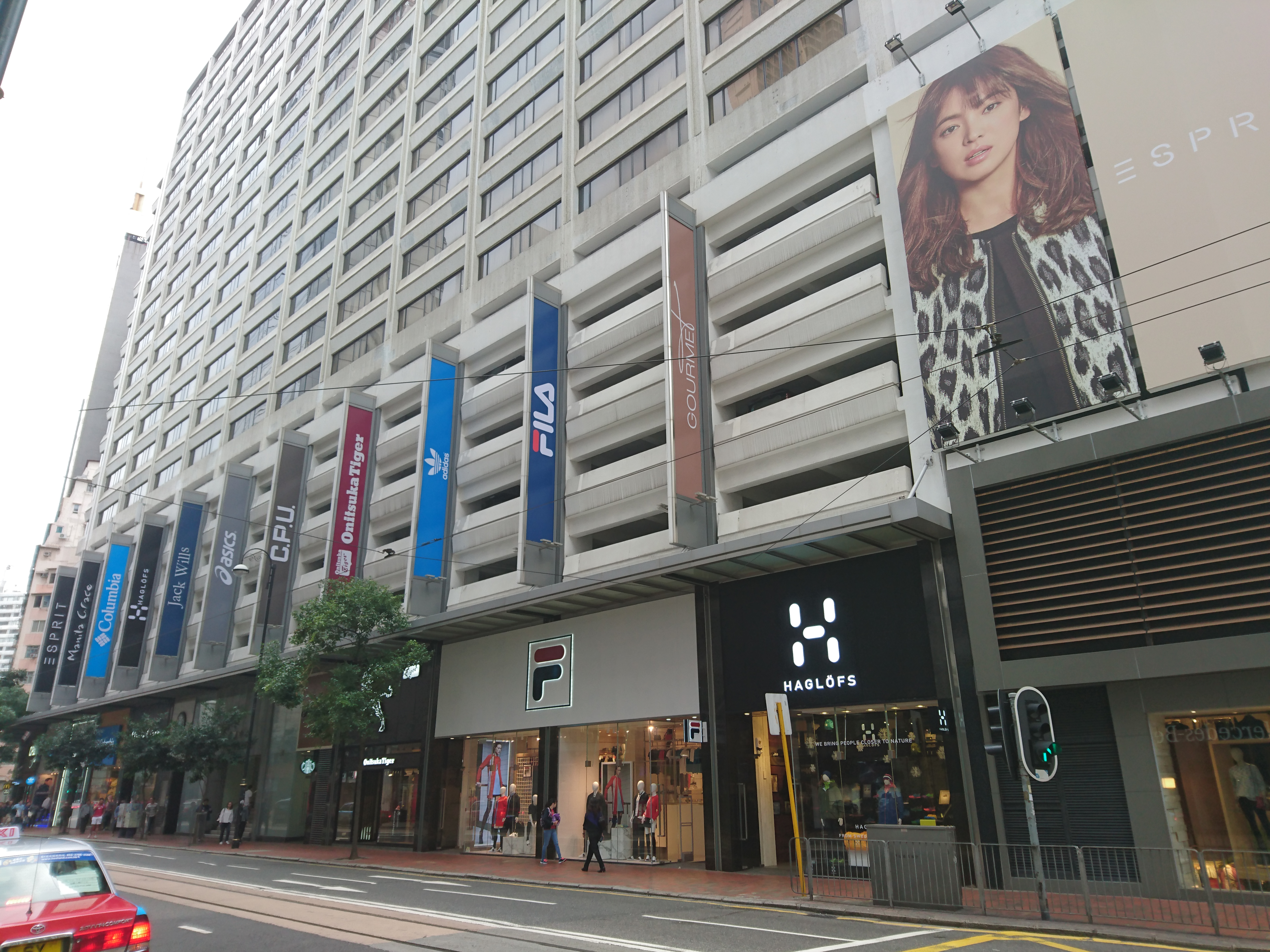
禮頓中心於禮頓道的地舖

禮頓中心（英語：Leighton Centre）是香港的一座寫字樓，位處香港銅鑼灣禮頓道77號，樓高28層，當中包括3層商場（B1/F & 1/F-2/F）及5層停車場（3/F-7/F），由希慎興業發展，於1977年落成。於2010年底至2011年年中曾為商舖及寫字樓大堂進行大規模翻新工程。
禮頓中心寫字樓樓高18層，主要租戶包括電視廣播有限公司及邵氏兄弟市場營業部、智軟科技、易普索研究集團（Ipsos，已遷往紅磡One HarbourGate中國人壽中心A座）、信永中和香港（17樓）、WHATEVER Branding Inc.（12樓18室）、誠品書店辦公室（10樓18室）、馬士基船舶租賃買賣亞洲有限公司（23樓07室）、國富浩華（香港）會計師事務所（9樓及11樓01室）及聯華航運（香港）。而煤氣公司的總部則於1994年11月遷往鰂魚涌渣華道。

## 商場
翻新前商場主要租戶包括佔地2萬呎住好啲、煤氣烹飪中心、惠康超級市場、麥當勞、新寧餐廳及渣打銀行。
商場共20,600方呎樓面於2010年大翻新後，設全球最大的G-Star Raw分店（已結業），佔地7,000呎。其餘租戶包括樓高兩層的Jack Wills（已結業）、日本品牌45R（已結業）、An Odd Morning（已結業）、SPORT B（已結業）、Onitsuka Tiger、Cocktail及意大利品牌Manila Grace。地庫設屈臣氏集團旗下的Gourmet（現改為同集團另一品牌 Fusion by ParknShop），佔地13,000平方呎。食肆也包括Fiat Caffè（已結業）。
2013年8月2日，莎莎國際於商場地下及2樓開設亞太區首間生活概念店Sa Sa Supreme（該舖前身為GOD住好啲），佔地約20,000呎。除設多間國際化粧品品牌外，亦設Hair Salon AVEDA及時尚品牌咖啡店caffe HABITU the table。2013年12月New Balance以每月約250萬元，承租禮頓中心一個面積近7,000方呎巨舖。

## 鄰近
- 利舞臺廣場
- 希慎道壹號
- 時代廣場
- 金朝陽中心
- 香港電訊東區電訊大廈

## 交通
禮頓中心設有320個車位。
從港鐵銅鑼灣站A出口步行至禮頓中心只需3分鐘。

## 外部連結
- 禮頓中心（寫字樓部分）資料